# Аферез
Аферез (от греч. aphaireō отнимать, отбирать; aphaircsis отнятие) — взятие, извлечение, англ. Apheresis — это физический метод получения отдельных компонентов крови или костного мозга, для чего исходный материал извлекается из организма и помещается в центрифугу для разделения компонент (аферезную систему). Метод основан на различии размеров, скорости осаждения на фильтрах и других отличиях при центрифугировании.
Метод применяется для коррекции/получения отдельно взятой компоненты с последующим возвратом пациенту/донору откорректированного материала целиком или избирательно.
Виды афереза
1) Плазмаферез — удаление/получение плазмы крови и возвращение клеток крови пациенту
2) Цитаферез — удаление/получение клеток крови, который подразделяется на
а) Эритроцитаферез — удаление/получение эритроцитов из крови
б) Тромбоцитаферез — удаление/получение тромбоцитов с небольшим количеством плазмы
в) Лейкоцитаферез — удаление/получение лейкоцитов из крови
г) Гранулоцитаферез — удаление/получение гранулоцитов.
Также могут быть получены и другие клетки крови (например, стволовые, получение которых в последнее время очень актуально).